# Austrarchaea aleenae
Espèce
Austrarchaea aleenae est une espèce d'araignées aranéomorphes de la famille des Archaeidae.

## Distribution
Cette espèce est endémique du Queensland en Australie. Elle se rencontre dans le parc national Bulburin et la forêt d'État de Kalpowar.

## Description
Le mâle holotype mesure 3,10 mm et la femelle paratype 3,62 mm.

## Étymologie
Cette espèce est nommée en l'honneur d'Aleena Wojcieszek.

## Publication originale
- Rix & Harvey, 2011 : Australian assassins, Part I: A review of the assassin spiders (Araneae, Archaeidae) of mid-eastern Australia. ZooKeys, no 123, p. 1-100 (texte intégral).